# БНТУ-БелАЗ
БНТУ-БелАЗ — белорусский женский гандбольный клуб Минской области. Участвует в чемпионате Белоруссии.

## Становление клуба
В период своего становления с 1974 года команда неоднократно меняла как своё название: «Экономист», «Политехник», «БГПА», «БНТУ», так и тренеров: С. В. Авакумов (1974—1977), Г. Н. Бугрим (1978), Л. Зуевский (1979), Н. Шаюк (1980—1985). С 1985 по 1987 год команду «Политехник» возглавляли заслуженный тренер России Л. Неведомский и его помощники В. О. Новик, М. М. Маевский, В. В. Аполоник. В этом же году команда возвратилась в Высшую лигу чемпионата СССР и постоянно выигрывала чемпионаты БССР. В команду входили игроки, выступающие за сборную команду СССР, чемпионы мира, заслуженные мастера спорта, мастера спорта международного класса: Светлана Жихарева (Миневская), Р. Баранова, Антонина Чибангу (с 1990), вратарь Наталья Борисевич (1989), В. Воробьевская, Наталья Аверченко (1989),Елена Ольха, Ина Кулик, Елена Верещако, Марина Братенкова, Наталья Петракова (с 1995), Алла Матушковец (Васькова), Лариса Хайль (Межинская) (с 1991), Татьяна Силич, Раиса Тиханович, Ирина Колпакова, Татьяна Хлиманкова, Наталья Майлычко, В. Бай, Елена Кулик, Наталья Артеменко, Елена Корзун, Алеся Курчанкова.
В 1987—1988 годах команду возглавил главный тренер И. Тенин. С 1987 года 14 лет подряд командой руководил Леонид Николаевич Гуско, заслуженный тренер Белоруссии, ЗМС. Под его руководством команда стала семикратным чемпионом и обладателем Кубка Республики Беларусь. В период с 1998 по 2001 команда дважды выходила в финал чемпионата Европы и мира. Помогали ему М. М. Маевский, В. В. Аполоник (1988—2002), В. Певницкий, В. Бабич. С 2004 года команду возглавляет главный тренер К. Г. Шароваров — олимпийский чемпион, заслуженный мастер спорта.

## Официальное создание
Несмотря на столь длительный период становления, официальная регистрация и создание ООО «Гандбольный Спортивный Клуб „БНТУ-БелАЗ“» произошли 31 мая 2007 года. Однако полноценно функционировать он смог только лишь в январе 2008, поэтому именно эту дату можно считать точкой отсчета клуба. Доля БНТУ как одного из учредителей ООО «Гандбольный Спортивный Клуб „БНТУ-БелАЗ“» составляет 75 %, БелАЗа соответственно — 25 %. Пока клуб имеет одну женскую команду. В ближайших планах создание фарм-клуба (второй команды). Одним из этапов к этому стало сотрудничество со слуцкой СДЮШОР, которой со стороны клуба оказывается регулярная финансовая поддержка.

## Достижения клуба
2007 год
- Победители XV национального чемпионата Республики Беларусь
- Финалисты Кубка Республики Беларусь

2008 год
- Серебряные призёры XVI национального чемпионата Республики Беларусь
- Финалисты Кубка Республики Беларусь

2009 год
- Обладатели Кубка Республики Беларусь
- Победители XVII национального чемпионата Республики Беларусь

2010 год
- Обладатели Кубка Республики Беларусь
- Победители XVIII национального чемпионата Республики Беларусь

2011 год
- Обладатели Кубка Республики Беларусь
- Победители XIX национального чемпионата Республики Беларусь

2012 год
- Обладатели Кубка Республики Беларусь
- Победители XX национального чемпионата Республики Беларусь

2013 год
- Обладатели Кубка Республики Беларусь
- Победители XXІ национального чемпионата Республики Беларусь

2014 год
- Обладатели Кубка Республики Беларусь.
- Победители XXІІ национального чемпионата Республики Беларусь.